# A Swingin' Safari (album Bert Kaempfert)
| Recensione | Giudizio |
| ---------- | -------- |
| AllMusic   |          |

A Swingin' Safari è un album in studio del musicista tedesco Bert Kaempfert, pubblicato nel 1962. Il disco è stato distribuito negli Stati Uniti con il titolo  That Happy Feeling e in Brasile con il titolo Afrikaan Beat.
L'album, considerato un classico del sound di Bert Kaempfert, ha ottenuto un grande successo in tutto il mondo, fruttando al compositore e direttore d'orchestra tedesco numerosi premi e dischi d'oro.

## Descrizione

### Registrazione
L'album è stato registrato negli studi della Polydor di Rahlstedt, ad Amburgo, nel dicembre del 1961 e nel marzo del 1962. L'operazione è avvenuto con Peter Klemt come tecnico del suono.
Bert Kaempfert ha arrangiato l'album ispirandosi al genere musicale sudafricano kwela e ai flauti penny whistle che lo caratterizzano, modellando l'esecuzione degli ottavini per imitarne il suono il più possibile. Ciò è costato agli strumentisti dure prove per ottenere alla fine ciò che voleva esattamente il direttore d'orchestra tedesco. Altra caratteristica del sound ricercato da Kaempfert, nonché simbolo stesso della sua musica, è quello del basso elettrico, nello stile cracking bass, tipico degli arrangiamenti di Kaempfert. Il basso era suonato dal chitarrista cecoslovacco Ladi Geisler, com'è possibile udire all'inizio del brano Afrikaan Beat, e l'impronta caratteristica del suo suono era ottenuta accentuando le note alte e ponendo l'amplificatore a tre metri dal microfono, alla stessa distanza dei fiati, mentre tutti i musicisti erano radunati attorno a esso.

### Distribuzione
L'album è stato distribuito dalla Polydor nell'agosto del 1962 in formato LP, inizialmente con il titolo  That Happy Feeling nei soli Stati Uniti, dove ha raggiunto la 14ª posizione della classifica nel settembre dello stesso anno.
In seguito al successo ottenuto, l'album è stato ridistribuito in Europa nell'autunno dello stesso 1962, con un diverso ordine di tracce e intitolato A Swingin' Safari, titolo con cui è divenuto più celebre e conosciuto al di fuori degli USA, inoltre viene sostituito il brano A Sunday in Madrid con Afrikaan Beat.
L'album è stato inoltre distribuito in Brasile con solo parte delle tracce contenute nelle altre due edizioni, in un diverso ordine di tracce e con il titolo Afrikaan Beat.
Nel 2010 l'album è stato ufficialmente ristampato in CD.
Nel 2015 una copia del master originale, rimesso a nuovo con un'operazione non invasiva da parte di Christoph Stickel, è stata distribuita in formato reel-to-reel, ovvero in nastro magnetico, da parte dell'austriaca Horch House - etichetta specializzata in copie di master originali - in due versioni: con bobina di metallo e con bobina di plastica.

### Singoli
Dall'album sono stati estratti quattro singoli, di cui due, A Swingin' Safari e Afrikaan Beat, sono divenuti presto delle hit internazionali e dei classici del genere. Gli altri due singoli estratti dall'album di Bert Kaempfert sono That Happy Feeling e Happy Trumpeter. I quattro brani A Swingin' Safari, Afrikaan Beat, That Happy Feeling e Happy Trumpeter sono andati inoltre a comporre numerosi EP con diverse tracklist pubblicati nel corso degli anni. Altri brani del disco sono stati a lungo trasmessi dalle radio statunitensi.

## Tracce

### A Swingin' Safari
1. A Swingin' Safari – 3:06 (musica: Bert Kaempfert)
2. That Happy Feeling – 2:54 (musica: Guy Warren)
3. Market Day – 2:31 (musica: Bert Kaempfert)
4. Take Me – 3:01 (musica: Bert Kaempfert, Helmut Brüsewitz)
5. Similau – 2:56 (musica: Arden Clar, Harry Coleman)
6. Zambesi – 2:48 (musica: Anton de Waal, Bob Hilliard, Nico Carstens)
7. Afrikaan Beat – 2:26 (musica: Bert Kaempfert)
8. Happy Trumpeter – 2:37 (musica: Bert Kaempfert)
9. Tootie Flutie – 2:09 (musica: Bert Kaempfert)
10. Wimoweh – 2:41 (musica: Paul Campbell, Roy Ilene)
11. Black Beauty – 2:34 (musica: Bert Kaempfert, Cedric Dumont)
12. Skokiaan – 2:49 (musica: August Msarurgwa, Tom Glazer)

Durata totale: 32:32

### That Happy Feeling
1. That Happy Feeling – 2:55 (musica: Guy Warren)
2. A Swingin' Safari – 3:07 (musica: Bert Kaempfert)
3. Market Day – 2:32 (musica: Bert Kaempfert)
4. Take Me – 3:00 (musica: Bert Kaempfert, Helmut Brüsewitz)
5. Similau – 2:55 (musica: Arden Clar, Harry Coleman)
6. Zambesi – 2:50 (musica: Anton de Waal, Bob Hilliard, Nico Carstens)
7. Happy Trumpeter – 2:35 (musica: Bert Kaempfert)
8. Tootie Flutie – 2:08 (musica: Bert Kaempfert)
9. Wimoweh – 2:41 (musica: Paul Campbell, Roy Ilene)
10. Sunday in Madrid – 2:48
11. Black Beauty – 2:36 (musica: Bert Kaempfert, Cedric Dumont)
12. Skokiaan (South African Song) – 2:50 (musica: August Msarurgwa, Tom Glazer)

Durata totale: 32:57

### Afrikaan Beat
1. Afrikaan Beat – 2:27 (musica: Bert Kaempfert)
2. Secret Love – 2:20
3. Black Beauty – 2:28 (musica: Bert Kaempfert, Cedric Dumont)
4. Yellow Bird – 2:51
5. Skokiaan – 2:50 (musica: August Msarurgwa, Tom Glazer)
6. Echo in the Night – 2:48
7. That Happy Feeling – 2:55 (musica: Guy Warren)
8. Symphony – 2:56
9. Market Day – 2:32 (musica: Bert Kaempfert)
10. Answer Me My Love – 2:30
11. Happy Trumpeter – 2:37 (musica: Bert Kaempfert)
12. Back Street – 2:52

Durata totale: 32:06

## Crediti
- Bert Kaempfert - arrangiamenti, direzione d'orchestra
- Ladi Geisler - basso
- Peter Klemt - tecnico del suono

## Classifiche

### Classifiche settimanali
| Classifica (1962) | Posizione |
| ----------------- | --------- |
| USA               | 14        |

## Cover
- Il brano A Swingin' Safari è stato portato al successo grazie alla versione eseguita da  Billy Vaughn and His Orchestra nello stesso 1962 e pubblicata dallo stesso in un singolo e un album.
- Il brano Take Me è stato eseguito da Dean Martin in una versione cantata, pubblicata come lato B dei suoi singoli I'm Gonna Change Everything (1963) e You're Nobody 'Til Somebody Loves You e all'interno del suo EP You're Nobody Til Somebody Loves You (1965).